# Atsuo Watanabe
Atsuo Watanabe (渡辺 敦夫 Watanabe Atsuo?), född 15 april 1974 i Tokyo prefektur, är en japansk före detta fotbollsspelare.
Watanabe började sin karriär 1997 i Urawa Reds. Han avslutade karriären 1999.